# 小畑忠良
小畑 忠良（おばた ただよし、1893年（明治26年）3月16日 - 1977年（昭和52年）10月11日）は、日本の実業家、企画院・内務官僚、弁護士。企画院次長、大日本産業報国会理事長、大政翼賛会事務総長、官選愛知県知事、東海北陸地方総監。

## 経歴
漢学者、小畑万治郎の六男として大阪府で生まれる。茨木中学校、第一高等学校を経て、1917年3月、東京帝国大学法科大学法律学科（英法）を優等で卒業し、銀時計を授与された。住友合資会社に入り総本店経理部に配属された。1923年2月から1925年3月まで欧米に商工業研究のため留学した。
1925年10月、住友総本店経理部第三課長となる。以後、同商工課長、住友電線製造所支配人、同取締役、同常務、同専務、住友合資会社参事、住友本社経理部長を歴任。
1940年8月、企画院次長に就任。さらに、大政翼賛会企画局長、大日本産業報国会理事長、大政翼賛会事務総長などを務めた。1945年4月、愛知県知事に就任するが、同年6月に東海北陸地方総監に転じ終戦を迎える。同年10月、東海北陸地方総監が廃官となる。
1946年9月、弁護士登録を行う。公職追放となり、1951年8月に解除された。平和運動に参画し、大阪府知事選挙に革新系候補として三度出馬するが、いずれも次点で落選した。

## 親族
- 妻：清子（藤野亀之助（大阪株式取引所理事長）の長女）[2]
- 兄：小畑薫良（外務省翻訳官）・小畑英良（陸軍大将）
- 弟：小畑信良（陸軍少将）
- 娘婿：長野士郎（岡山県知事）・穂積七郎（衆議院議員）[3]・沢村勉（脚本家）

## 栄典
外国勲章佩用允許
- 1944年（昭和19年）7月20日 - 満州国国勢調査紀念章[4]

## 伝記
- 『小畑忠良を偲ぶ』小畑亮一、1985年。
- 小畑忠良『平和一筋の道 - 小畑忠良の後半生』小畑忠良追想記刊行会、1987年。